# Klaus Jördens
Klaus Jördens (* 26. November 1947 in Hannover) ist ein ehemaliger deutscher Radrennfahrer und nationaler Meister im Radsport.

## Sportliche Laufbahn
Jördens begann zunächst in den Sportarten Fußball und Handball mit regelmäßigem Sport. Im Winter 1964 kam er über den Besuch eines Querfeldeinrennens in Hannover zum Radsport. Direkt danach wurde er Mitglied im Verein Grün-Weiß von 1925 Hannover. 
Bereits 1965 hatte er mit dem Sieg in der Dusika-Jugendtour einen ersten größeren Erfolg. Obwohl er auch Straßenrennen (u. a. 1971 das britische Milk-Race) und Bahnrennen fuhr, blieb das Querfeldeinrennen seine Spezialdisziplin. Hierin wurde er 1974 deutscher Meister der Amateure vor Ekkehard Teichreber. Mehrfach stand er bei den deutschen Meisterschaften noch als Medaillengewinner auf dem Podium.

## Berufliches
Jördens absolvierte eine Ausbildung zum Elektriker. Später war er als Bundestrainer im Bund Deutscher Radfahrer (BDR) für die Disziplinen Querfeldeinrennen bzw. Mountainbikerennen verantwortlich.